# Dekanat Kępno
Dekanat Kępno – jeden z 33 dekanatów w rzymskokatolickiej diecezji kaliskiej.

## Historia
Do 1821 dekanat należał do diecezji wrocławskiej. Na początku XIX wieku obejmował 11 parafii:
- Siemianitz
- Schlupien
- Kempen
- Myjomitz
- Trzcinnicz
- Wyszanow
- Baranow
- Opatow
- Doruchow
- Donaborow
- Olszova

## Parafie
W skład dekanatu wchodzi 12 parafii:
- parafia Wszystkich Świętych – Słupia pod Kępnem
- parafia Miłosierdzia Bożego – Baranów
- parafia św. Andrzeja Apostoła i św. Wawrzyńca – Baranów
- parafia św. Marcina – Donaborów
- parafia Niepokalanego Poczęcia Najświętszej Maryi Panny – Grębanin
- parafia Matki Bożej Częstochowskiej – Hanulin
- parafia Matki Bożej Różańcowej – Kępno
- parafia św. Marcina – Kępno
- parafia Najświętszej Maryi Panny Wniebowziętej – Kierzno
- parafia św. Józefa i Wszystkich Świętych – Myjomice
- parafia św. Jadwigi Śląskiej – Olszowa
- parafia św. Katarzyny Aleksandryjskiej – Świba

## Sąsiednie dekanaty
Bralin, Ostrzeszów, Trzcinica, Wieruszów